# Makhinjauri
Makhinjauri (en géorgien : მახინჯაური) est une ville d'Adjarie, en Géorgie, avec une population de 735 habitants selon le recensement de 2014. Elle est située sur la côte de la mer Noire, à 5 kilomètres au nord de Batoumi, la capitale de l'Adjarie, et fonctionne comme une station balnéaire. Jusqu'à l'ouverture de la gare de Batoumi (en) en 2015, la gare de Makhinjauri était celle qui desservait Batoumi. Administrativement, Makhinjauri faisait partie de la municipalité de Khelvatchaouri de 1959 à 2011 et de la ville de Batoumi depuis 2011.

## Géographie
Makhinjauri possède un climat subtropical humide, avec des hivers plus chauds et des étés plus frais par rapport à Batoumi. Grâce à sa situation en bord de mer, Makhinjauri fait partie du groupe de stations balnéaires de la côte sud-ouest de la Géorgie de la mer Noire, autour de Batoumi.

## Historique
Le toponyme "Makhinjauri" est dérivé du mot géorgien makhinji, qui signifie "laid" ou "mutilé". Une légende veut que la région ait été le théâtre d'une répression contre les chrétiens par les soldats ottomans au cours de laquelle plusieurs personnes ont été mutilées.
En raison de son climat subtropical et de ses sources chaudes, le village de Makhinjauri a été développé en une station balnéaire sous la domination impériale russe vers 1904. L'une des demeures construites à cette époque et qui appartenait alors au magnat de l'or sibérien Alexandre Mikhaïlovitch Sibiriakov est maintenant utilisée comme la maison de repos. En 1906, lors du bouleversement révolutionnaire dans le Caucase, Makhinjauri fut le théâtre du meurtre retentissant du diplomate anglo-américain William Horwood Stuart (en).
Sous la domination soviétique, Makhinjauri a obtenu le statut de colonie de type urbain (en géorgien: daba) en 1959. Elle a été popularisée dans la République socialiste soviétique de Géorgie en tant que station thermale avec des offres de climatisme et de sources chaudes. Au recensement de 2002, Makhinjauri comptait 3 400 habitants. À partir de 2006, Makhinjauri a vu son infrastructure améliorée et modernisée. Certains des projets importants étaient une nouvelle gare, desservant la capitale régionale de Batoumi,, et un nouveau tunnel routier automobile Tchakvi-Makhinjauri, qui fait partie du complexe de tunnels Batoumi-Kobuleti.